# تالاتا تسیمادیلو
تالاتا تسیمادیلو (انگلیسی: Talata Tsimadilo) یک شهرک در ماداگاسکار است.